# 家庭聯絡簿
家庭聯絡簿是中小學一種親師溝通的簿子，用於教師、學生、家長三方之間的溝通，其目的是讓教師與學生和家長建立溝通關係，家長也能了解學校班級的宣導事項。藉此家長可以了解學生在校上課情況，而老師也能知道學生家庭概況的另外一種聯絡方式。有些聯絡簿則有日記欄，供學生抒發心情。
通常為初中（國中）、小學使用，在臺灣目前有極少數高中使用家庭聯絡簿。
因為不同的理由，有些學生會出於善意代替家長在家庭聯絡簿上簽名。